# Watanabe Sota
Sota Watanabe (sinh ngày 25 tháng 8 năm 2000) là một cầu thủ bóng đá người Nhật Bản.

## Sự nghiệp câu lạc bộ
Sota Watanabe đã từng chơi cho Ehime FC.